# Olivia Mandle
Olivia Mandle Navarro, née à Barcelone le 17 avril 2007 sous ce nom complet, est une activiste environnementale et défenseuse des droits des animaux espagnole, également américaine. Elle est ambassadrice du Pacte Européen pour le Climat de la Commission Européenne et de La España azul (« L'Espagne Bleue »), la première expédition scientifique de vulgarisation en naviguant à voile autour de l'Espagne et du Portugal,. Elle a été reconnue en 2021 comme « jeune femme inspirante » par l'Institut Jane Goodall qui lui a accordé un prix pour son parcours. Beaucoup de médias l'appellent « la Greta Thunberg espagnole », en allusion à l'activiste suédoise,,,.

## Parcours
Mandle est consciente depuis toute petite de l'importance de prendre soin de l'environnement. Une exposition à New York sur les effets du réchauffement global et la couverture de la revue National Geographic dans laquelle une bourse de plastique flotte dans l'eau l'ont affectée profondément. Après une visite avec son collège dans un zoo dans lequel il y avait des dauphins, Mandle s'est fâchée en découvrant que les animaux ne restaient pas en liberté après le spectacle. Ces faits ont influencé sa décision de lutter pour les droits des animaux et la propreté des océans. Parmi ses personnes de référence, on trouve l'activiste Greta Thunberg, l'océanographe américaine Sylvia Earle, pionnière de l'exploration sous-marine, la primatologue Jane Goodall, l'activiste politique et écologiste kenyane Wangari Maathai ou le naturaliste et vulgarisateur scientifique David Attenborough,.

### Campagne #noesPaísparaDelfines («CeNEstPasUnPaysPourLesDauphins»)
En 2018, quand elle avait 12 ans, Mandle a entamé une campagne de récolte de signatures sur la plate-forme Change.org pour demander que l'Espagne interdise l'élevage et l'achat de dauphins et pour que les trois derniers dauphins du Zoo de Barcelone soient libérés dans un sanctuaire. Elle a obtenu 57.000 signatures dans un premier temps mais les trois derniers dauphins de Barcelone n'ont pas terminé leur vie en liberté, mais bien dans un autre zoo, dans le Parc zoologique Attique à Athènes (Grèce). Elle a aussi envoyé des lettres recommandées chaque semaine à Sergio Antonio García Torres, responsable de la Direction Générale de Droits des Animaux (DGDA) du Gouvernement espagnol. Grâce à la campagne de collecte de signatures, elle a finalement obtenu une réunion avec lui pour lui demander l'interdiction des delfinariums en Espagne.
Après le succès de la première collecte de signatures, elle a entamé une deuxième campagne pour demander au Premier ministre, Pedro Sánchez, qu'on élimine les 11 delfinariums existant encore en Espagne. Elle argumentait en soulignant que des pays comme la France ou le Royaume-Uni avaient déjà approuvé une loi pour que ces installations aient d'autres usages. Bien que le premier objectif fût d'obtenir 75.000 signatures, en avril 2023, la demande avait obtenu 155.000 soutiens. En mai 2021, elle a été invitée au Sénat par la première vice-présidente, Cristina Narbona, pour expliquer cette campagne et, en mars 2022, elle a proposé que l'avant-projet de Loi sur le Bien-être animal inclue l'interdiction de la captivité et des spectacles de cétacés,. L'année suivante, en avril 2023, Mandle a livré à la Chambre des députés 150.000 signatures pour interdire la captivité des dauphins,,.

### Jelly Cleaner
En 2019, consciente dès son plus jeune âge de l'importance de veiller à l'environnement, elle a créé un outil avec des bouteilles en plastique recyclées, des vieux bas de ballet et des brides pour nettoyer les microplastiques de la surface de la mer sur les plages de La Barceloneta et de Calella de Palafrugell. Elle l'a appelé « Jelly Cleaner », un engin qui flotte et ramasse les particules de la surface de la mer, pensé pour que n'importe qui puisse le fabriquer, en utilisant des matériaux recyclés que l'on trouve chez soi.

## Reconnaissances
Son travail comme activiste environnementale et sa lutte pour la protection des animaux marins, avec sa campagne de récolte de signatures #noesPaísparaDelfines (« #CeNEstPasUnPaysPourLesDauphins), lui ont valu une reconnaissance comme mini-héroïne par Raíces y Brotes (« Racines & Feuilles »), le programme éducatif de l'Institut Jane Goodall. En novembre 2021, cette même institution lui a attribué le Prix International pour son parcours.
Mandle compte parmi les 130 ambassadeurs du Pacte Européen pour le Climat de la Commission Européenne, et de La España azul (« L'Espagne bleue ») aux côtés de l'explorateur Nacho Dean, la première expédition scientifique de vulgarisation en naviguant à voile autour de l'Espagne et du Portugal,,.